# Карачун, Владимир Николаевич
Владимир Николаевич Карачун (укр. Володимир Миколайович Карачун; 14 августа 1974, Фастов — 22 июля 2023, Зализнянское) — украинский военнослужащий, младший сержант, участник российско-украинской войны. Герой Украины (2024, посмертно).

## Биография
Родился 14 августа 1974 года в городе Фастов Киевской области. Окончил среднюю школу № 7 в родном городе. Получил высшее образование по инженерной специальности в Киевском политехническом институте имени Игоря Сикорского. После окончания вуза работал на различных предприятиях.
С началом полномасштабного вторжения России в Украину 26 февраля 2022 года добровольно вступил в ряды 30-й отдельной механизированной бригады, где участвовал в обороне района Торецка в составе первого стрелкового батальона. Позже перевёлся в разведывательную бригаду. С января 2023 года принимал участие в обороне Бахмута.
Погиб 22 июля 2023 года в районе села Зализнянское Бахмутского района Донецкой области во время отражения атаки. Похоронен 27 июля 2023 года на Аллее Славы Интернационального кладбища в родном Фастове. У него остались родители, жена и две дочери.

## Награды
- Звание «Герой Украины» с удостоением ордена «Золотая Звезда» (6 мая 2024, посмертно) — за личное мужество и героизм, проявленные в защите государственного суверенитета и территориальной целостности Украины, верность военной присяге[3].